# Danica Curcic

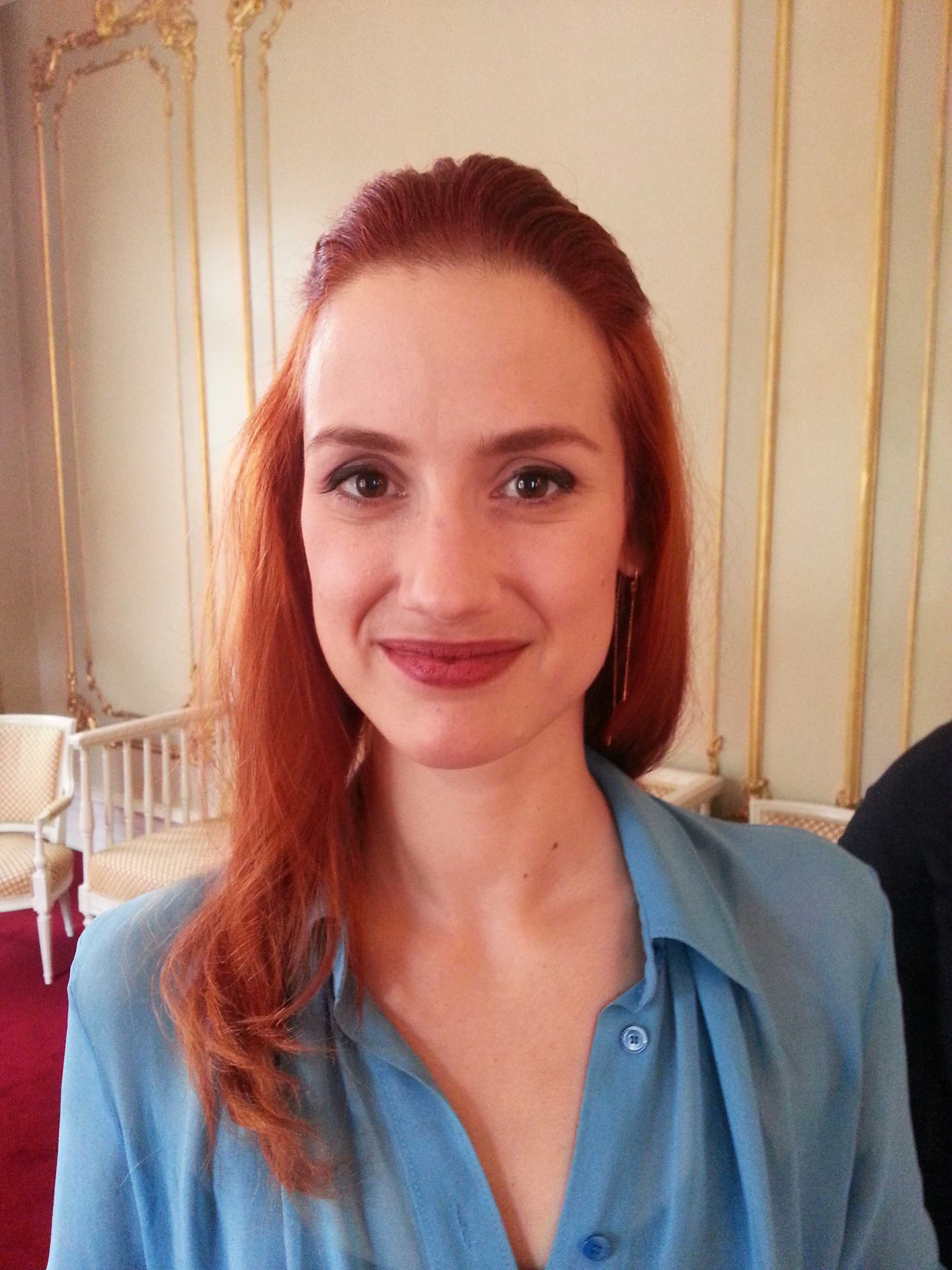
Danica Curcic in Göteborg, 2016.

Danica Curcic (serbisch-kyrillisch Даница Ћурчић; in anderer Umschrift auch Danica Ćurčić oder Danitza Tschurtschitsch, * 27. August 1985 in Belgrad) ist eine dänische Schauspielerin serbischer Abstammung.

## Leben
Curcic kam als einjähriges Kind mit ihren Eltern nach Dänemark. Sie besuchte das Sankt Annæ Gymnasium in Kopenhagen und begann danach zu studieren, zunächst Film- und Medienwissenschaft an der Universität Kopenhagen, wo sie mit einem Bachelor abschloss. Sie verbrachte anschließend ein Jahr an einer Schauspielschule in Kalifornien und absolvierte dann von 2008 bis 2012 an der Statens Teaterskole eine Schauspielausbildung. 2011 hatte sie ihr Filmdebüt in der dänischen Serie Nordlicht – Mörder ohne Reue. Curcic wirkte danach als Schauspielerin in vielen dänischen Filmen und Serien mit. So war sie 2013 in fünf Folgen von Die Brücke – Transit in den Tod zu sehen. 2014 wurde sie auf der Berlinale mit dem Shooting Star Award ausgezeichnet. Sie wirkte unter anderem mit in Filmen wie Schändung in der Rolle als Kimmie, in Silent Heart – Mein Leben gehört mir als Sanne, in Lev stærkt als Signe und in Lang historie kort. Im Dezember 2014 wurde sie für ihre schauspielerischen Leistungen mit dem Ove-Sprogøe-Preis ausgezeichnet. Im Zusammenhang mit der Flüchtlingskrise in Europa 2015 sammelte sie gemeinsam mit Christian Strasse Bjerrum mehr als 80.000 Kronen durch Benefiz-Aufführungen im Betty Nansen Teatret in Kopenhagen ein. 2015 wurde sie mit dem Bodil in der Kategorie Beste Hauptdarstellerin für ihre Rolle in Bille Augusts Film Stille hjerte ausgezeichnet und ebenfalls mit dem Nordisk Filmpreis bedacht.
Curcic trat ebenfalls als Theaterschauspielerin am Det Kongelige Teater in verschiedenen Aufführungen auf.
2014 spielte sie dort die Titelrolle der Julia in Romeo und Julia nach einer Inszenierung von Thomas Hwan. Sie spielte auch als Pianistin sowohl bei Stücken von Rachmaninow, Mozart und bei Sias Chandelier mit, was in der dänischen Presse, wie z. B. im Kristeligt Dagblad, lobend erwähnt wurde.
2018 war sie neben Dar Salim in der Miniserie Krieger zu sehen. 2020 erhielt sie vom dänischen Kronprinzenpaar Mary und Frederik den Kulturpreis Kronprinsparrets Priser. Im Dezember 2020 wurde bei Netflix die Mystery-Fernsehserie Equinox mit Curcic in der Hauptrolle veröffentlicht.
Curcic spielt auch Akkordeon und singt in der Stimmlage Mezzosopran/Alt, ist aber in der Lage, auch mit höherer Stimme aufzutreten, wie unter anderem in Romeo und Julia.
Neben dänisch und serbisch als Muttersprache spricht sie fließend Englisch und Spanisch und verfügt des Weiteren auch Kenntnisse in Norwegisch, schwedisch, kroatisch, russisch und französisch.
Sie lebt derzeit mit dem Schauspieler Peter Christoffersen zusammen.

## Filmografie (Auswahl)
- 2011: Nordlicht – Mörder ohne Reue (Den som dræber)
- 2012: Over kanten
- 2013: Gnist
- 2013: Die Brücke – Transit in den Tod (Broen)
- 2013: Oasen (Kurzfilm)
- 2013: Best Man (Kurzfilm)
- 2013: Tomgang
- 2013: Mankells Wallander: Das Schmetterling-Tattoo (Saknaden)
- 2014: Lev stærkt
- 2014: Schändung (Fasandræberne)
- 2014: Silent Heart – Mein Leben gehört mir (Stille hjerte)
- 2014: All Inclusive
- 2014: Baymax – Riesiges Robowabohu (Big Hero 6, dänische Synchronsprecherin als GoGo Tomago)
- 2014–2015: Aftenshowet (Fernsehserie)
- 2015: Lang historie kort (Spielfilm)
- 2015: Klaes the Roommate
- 2015: Guldkysten
- 2015: Lang historie kort
- 2016: Fuglene over sundet
- 2016: Nobel (Fernsehserie, 8 Folgen)
- 2017: Der Nebel (The Mist, Fernsehserie)
- 2017: Darling (Filmdrama)
- 2018: Krieger (Kriger, Fernsehserie, 6 Folgen)
- 2019: Pferde stehlen (Ut og stjæle hester)
- 2020: Equinox (Fernsehserie)
- 2021: Der Kastanienmann (Kastanjemanden, Fernsehserie)
- 2021: Das Bombardement (Skyggen i mit øje)
- 2022: Ustyrlig
- 2022: Hospital der Geister (Riget, Fernsehserie, 4 Folgen)
- 2025: Das Reservat (Fernsehserie, 6 Folgen)

## Preis und Auszeichnungen
- 2014: Shooting Star Award bei den Internationalen Filmfestspielen Berlin
- 2014: Ove-Sprogøe-Preis[3]
- 2015: Bodil in der Kategorie Beste Hauptdarstellerin
- 2015: Nordisk Filmpreis[4]
- 2015: Robert in der Kategorie Beste Nebendarstellerin
- 2017: Lauritzen-Preis[9]
- 2020: Kronprinsparrets Priser